# Pycnothele piracicabensis
Pycnothele piracicabensis is een spinnensoort in de taxonomische indeling van de bruine klapdeurspinnen (Nemesiidae).
Pycnothele piracicabensis werd in 1938 beschreven door Piza.